# Inga cardozana
Inga cardozana är en ärtväxtart som beskrevs av L.Cardenas. Inga cardozana ingår i släktet Inga och familjen ärtväxter. Inga underarter finns listade i Catalogue of Life.